# Kazutaka Murase
Kazutaka Murase (村瀬 和隆 Murase Kazutaka?), född 11 september 1985 i Shiga prefektur, är en japansk före detta fotbollsspelare.
Murase började sin karriär 2004 i Vissel Kobe. Efter Vissel Kobe spelade han för MIO Biwako Kusatsu och Fukushima United FC. Han avslutade karriären 2011.